# Художественный музей Байройта
Художественный музей Байройта (нем. Kunstmuseum Bayreuth) — художественная галерея в городе Байройт (Верхняя Франкония), открытая в 1999 году; музей расположен в исторических барочных залах бывшей ратуши; представляет как выставки произведений современного искусства, так и работ классического модернизма; также проводит экскурсии, лекции и иные образовательные мероприятия.

## История и описание

### Здание
Начало строительства здания, которое сегодня занимает художественный музей Байройта, относилось к Средневековью. Первоначальное строение неоднократно разрушалось — как в результате Гуситских войн в 1430 году, так и в ходе масштабных городских пожаров 1605 и 1621 годов; в 1679 году оно было перестроено ещё раз. С 1721 года дом стал использоваться как ратуша города Байройт — в этом качестве он просуществовал до 1917 года. С преобразованием из частного строения в общественное здание ратуши была связана и перестройка в стиле барокко, проходившая в 1722—1727 годах под руководством архитектора Иоганна Давида Рентца. Кроме того, в период с 1797 по 1812 год здание являлось резиденцией городского суда, а с 1816 по 1832 год в нём заседал районный суд. До 1916 года различные муниципальные структуры — такие как школа торговли и служебное помещение городской почты — успели побывать в «Старой ратуше». С открытием в 1916 году Новой ратуши на площади Луитпольдплац старая мэрия потеряла свои административные функции.
В Веймарской республике в здании разместилась городская публичная библиотека: она занимала первых этаж с 1921 по 1928 год. После разрушения Новой ратуши во время Второй мировой войны, в 1945 году Старая ратуша была вновь введена в эксплуатацию как резиденция городской администрации. В 1972 году здесь разместилось служебное помещения Баварской земельной полиции (Bayerische Staatliche Polizei). По инициативе мэра Дитера Мронца (род. 1944) и художественного союза «Dr. Helmut und Constanze Meyer Kunststiftung», городскими властями было принято решение сделать бывшую ратушу зданием нового художественного музея; в декабре 1999 года произошло торжественное открытие галереи.

### Коллекция
В центре внимания музейной коллекции Байройта, насчитывающей более 10000 предметов, находится искусство XX века; графика, офорты, рисунки и акварели составляют значительную часть собрания. Отдельные объекты и тематические группы регулярно представляются на временных выставках. Отдел плакатов (Plakatmuseum) насчитывает около 17 000 предметов, собранных по тематике — литература, театр, выставки и так далее; история, спорт, путешествия и гастрономия также получили отражения в собрании плакатов. Собрание доктора Хельмута и Констанца Мейера стало основой музейного собрания в 1991 году — наравне с коллекцией Каспара Вальтера Рауха «Caspar Walter Rauh-Sammlung der Oberfrankenstiftung». Через год музей получил в своё распоряжение целую серию произведений экспрессиониста Георга Тапперта (1880—1957). С основанием музея в 1999 году, он получил и собрание по истории табачной промышленности «Tabakhistorischen Sammlung der British American Tobacco». В рамках временных выставок музей представляет жителям города возможность ознакомиться с искусством XXI века: так в январе-феврале 2019 года в выставочном зале прошла персональная экспозиция работы Анны Рекер (род. 1949) «Anna Recker — Plan, Spiel, Theorie».